# Premi BAFTA 2017
La 70ª edizione dei BAFTA, premi conferiti dalla British Academy of Film and Television Arts alle migliori produzioni cinematografiche del 2016, si è tenuta il 12 febbraio 2017 alla Royal Albert Hall di Londra.
Le candidature sono state annunciate il 10 gennaio 2017.

## Vincitori e candidati

### Miglior film
- La La Land, regia di Damien Chazelle
- Arrival, regia di Denis Villeneuve
- Io, Daniel Blake (I, Daniel Blake), regia di Ken Loach
- Manchester by the Sea, regia di Kenneth Lonergan
- Moonlight, regia di Barry Jenkins

### Miglior film britannico
- Io, Daniel Blake (I, Daniel Blake), regia di Ken Loach
- American Honey, regia di Andrea Arnold
- Animali fantastici e dove trovarli (Fantastic Beasts and Where to Find Them), regia di David Yates
- Notes on Blindness, regia di Peter Middleton
- L'ombra della paura (Under the Shadow), regia di Babak Anvari
- La verità negata (Denial), regia di Mick Jackson

### Miglior debutto di un regista, sceneggiatore o produttore britannico
- Babak Anvari (sceneggiatore, regista), Emily Leo, Oliver Roskill, Lucan Toh (produttori) – L'ombra della paura (Under the Shadow)
- George Amponsah (sceneggiatore, regista, produttore), Dionne Walker (sceneggiatrice, produttrice) – The Hard Stop
- Mike Carey (sceneggiatore), Camille Gatin (produttrice) – La ragazza che sapeva troppo (The Girl with All the Gifts)
- John Donnelly (sceneggiatore), Ben A. Williams (regista) – The Pass
- Peter Middleton (sceneggiatore, regista, produttore), James Spinney (sceneggiatore, produttore), Jo-Jo Ellison (produttrice) – Notes on Blindness

### Miglior film straniero
- Il figlio di Saul (Saul fia), regia di László Nemes • Ungheria
- Dheepan - Una nuova vita (Dheepan), regia di Jacques Audiard • Francia
- Julieta, regia di Pedro Almodóvar • Spagna
- Mustang, regia di Deniz Gamze Ergüven • Francia
- Vi presento Toni Erdmann (Toni Erdmann), regia di Maren Ade • Germania

### Miglior documentario
- XIII emendamento (13th), regia di Ava DuVernay
- The Beatles: Eight Days a Week - The Touring Years (The Beatles: Eight Days a Week), regia di Ron Howard
- Notes on Blindness, regia di Peter Middleton
- La principessa e l'aquila (The Eagle Huntress), regia di Otto Bell
- Weiner, regia di Josh Kriegman ed Elyse Steinberg

### Miglior film d'animazione
- Kubo e la spada magica (Kubo and the Two Strings), regia di Travis Knight
- Alla ricerca di Dory (Finding Dory), regia di Andrew Stanton
- Oceania (Moana), regia di Ron Clements e John Musker
- Zootropolis (Zootopia), regia di Byron Howard e Rich Moore

### Miglior regista
- Damien Chazelle – La La Land
- Tom Ford – Animali notturni (Nocturnal Animals)
- Ken Loach – Io, Daniel Blake (I, Daniel Blake)
- Kenneth Lonergan – Manchester by the Sea
- Denis Villeneuve – Arrival

### Miglior sceneggiatura originale
- Kenneth Lonergan – Manchester by the Sea
- Damien Chazelle – La La Land
- Barry Jenkins – Moonlight
- Paul Laverty – Io, Daniel Blake (I, Daniel Blake)
- Taylor Sheridan – Hell or High Water

### Miglior sceneggiatura non originale
- Luke Davies – Lion - La strada verso casa (Lion)
- Tom Ford – Animali notturni (Nocturnal Animals)
- Eric Heisserer – Arrival
- Theodore Melfi e Allison Schroeder – Il diritto di contare (Hidden Figures)
- Robert Schenkkan e Andrew Knight – La battaglia di Hacksaw Ridge (Hacksaw Ridge)

### Miglior attore protagonista
- Casey Affleck – Manchester by the Sea
- Andrew Garfield – La battaglia di Hacksaw Ridge (Hacksaw Ridge)
- Ryan Gosling – La La Land
- Jake Gyllenhaal – Animali notturni (Nocturnal Animals)
- Viggo Mortensen – Captain Fantastic

### Miglior attrice protagonista
- Emma Stone – La La Land
- Amy Adams – Arrival
- Emily Blunt – La ragazza del treno (The Girl on the Train)
- Natalie Portman – Jackie
- Meryl Streep – Florence (Florence Foster Jenkins)

### Miglior attore non protagonista
- Dev Patel – Lion - La strada verso casa (Lion)
- Mahershala Ali – Moonlight
- Jeff Bridges – Hell or High Water
- Hugh Grant – Florence (Florence Foster Jenkins)
- Aaron Taylor-Johnson – Animali notturni (Nocturnal Animals)

### Miglior attrice non protagonista
- Viola Davis – Barriere (Fences)
- Naomie Harris – Moonlight
- Nicole Kidman – Lion - La strada verso casa (Lion)
- Hayley Squires – Io, Daniel Blake (I, Daniel Blake)
- Michelle Williams – Manchester by the Sea

### Miglior colonna sonora
- Justin Hurwitz – La La Land
- Volker Bertelmann e Dustin O'Halloran – Lion - La strada verso casa (Lion)
- Jóhann Jóhannsson – Arrival
- Abel Korzeniowski – Animali notturni (Nocturnal Animals)
- Mica Levi – Jackie

### Miglior fotografia
- Linus Sandgren – La La Land
- Seamus McGarvey – Animali notturni (Nocturnal Animals)
- Greig Fraser – Lion - La strada verso casa (Lion)
- Giles Nuttgens – Hell or High Water
- Bradford Young – Arrival

### Miglior montaggio
- John Gilbert – La battaglia di Hacksaw Ridge (Hacksaw Ridge)
- Tom Cross – La La Land
- Jennifer Lame – Manchester by the Sea
- Joan Sobel – Animali notturni (Nocturnal Animals)
- Joe Walker – Arrival

### Miglior scenografia
- Stuart Craig e Anna Pinnock – Animali fantastici e dove trovarli (Fantastic Beasts and Where to Find Them)
- John Bush e Charles Wood – Doctor Strange
- Jess Gonchor e Nancy Haigh – Ave, Cesare! (Hail, Caesar!)
- Sandy Reynolds-Wasco e David Wasco – La La Land
- Shane Valentino e Meg Everist – Animali notturni (Nocturnal Animals)

### Migliori costumi
- Madeline Fontaine – Jackie
- Colleen Atwood – Animali fantastici e dove trovarli (Fantastic Beasts and Where to Find Them)
- Consolata Boyle – Florence (Florence Foster Jenkins)
- Joanna Johnston – Allied - Un'ombra nascosta (Allied)
- Mary Zophres – La La Land

### Miglior trucco e acconciatura
- J. Roy Helland e Daniel Phillips – Florence (Florence Foster Jenkins)
- Amanda Knight, Neal Scanlan e Lisa Tomblin – Rogue One: A Star Wars Story
- Donald Mowat e Yolanda Toussieng – Animali notturni (Nocturnal Animals)
- Shane Thomas – La battaglia di Hacksaw Ridge (Hacksaw Ridge)
- Jeremy Woodhead – Doctor Strange

### Miglior sonoro
- Claude La Haye, Bernard Gariépy Strobl, Sylvain Bellemare – Arrival
- Niv Adiri, Glenn Freemantle, Simon Hayes, Andy Nelson, Ian Tapp – Animali fantastici e dove trovarli (Fantastic Beasts and Where to Find Them)
- Peter Grace, Robert Mackenzie, Kevin O’Connell, Andy Wright – La battaglia di Hacksaw Ridge (Hacksaw Ridge)
- Mike Prestwood Smith, Dror Mohar, Wylie Stateman, David Wyman – Deepwater - Inferno sull'oceano (Deepwater Horizon)
- Mildred Iatrou Morgan, Ai-Ling Lee, Steve A. Morrow, Andy Nelson – La La Land

### Miglior effetti speciali
- Robert Legato, Dan Lemmon, Andrew R. Jones, Adam Valdez – Il libro della giungla (The Jungle Book)
- Tim Burke, Pablo Grillo, Christian Manz, David Watkins – Animali fantastici e dove trovarli (Fantastic Beasts and Where to Find Them)
- Louis Morin – Arrival
- Richard Bluff, Stephane Ceretti, Paul Corbould, Jonathan Fawkner – Doctor Strange
- Neil Corbould, Hal Hickel, Mohen Leo, John Knoll, Nigel Sumner – Rogue One: A Star Wars Story

### Miglior cortometraggio animato britannico
- A Love Story, regia di Anushka Kishani Naanayakkara
- The Alan Dimension, regia di Jac Clinch
- Tough, regia di Jennifer Zheng

### Miglior cortometraggio britannico
- Home, regia di Daniel Mulloy
- Consumed, regia di Richard John Seymour
- Mouth of Hell, regia di Samir Mehanovic
- The Party, regia di Andrea Harkin
- Standby, regia di Charlotte Regan

### Miglior stella emergente
- Tom Holland
- Lucas Hedges
- Ruth Negga
- Anya Taylor-Joy
- Laia Costa